# Liste der denkmalgeschützten Objekte in Štědrá
Grundlage dieser Liste der denkmalgeschützten Objekte in Štědrá ist die ÚSKP-Liste (Ústřední seznam kulturních památek České republiky, deutsch Zentrale Liste der Kulturdenkmäler der Tschechischen Republik), die von der tschechischen Denkmalschutzbehörde NPÚ (Národní památkový ústav, deutsch Nationale Denkmalbehörde) seit 1987 geführt wird und an die seit dem Jahr 1850 geschaffenen Listen anschließt.

## Denkmalgeschützte Objekte in der Gemeinde Štědrá nach Ortsteilen

### Štědrá(Stiedra)
| Lage                                               | Objekt                              | Beschreibung                                                  | ÚSKP-Nr.                  | Bild                                |
| -------------------------------------------------- | ----------------------------------- | ------------------------------------------------------------- | ------------------------- | ----------------------------------- |
| Štědrá, an der Kreuzung am Bahnhof (Standort)      | Statue des hl. Franziskus Xaverius  | Statue des hl. Franziskus Xaverius                            | 33698/4-1052 Info Katalog | Statue des hl. Franziskus Xaverius  |
| Štědrá, an der Kirche (Standort)                   | Statue des hl. Prokop               | Statue des hl. Prokop                                         | 38022/4-1051 Info Katalog | Statue des hl. Prokop               |
| Štědrá 1 (Standort)                                | Schloss Štědrá                      | Schloss Štědrá                                                | 40508/4-1049 Info Katalog | weitere Bilder                      |
| Štědrá (Standort)                                  | Kirche Mariä Geburt                 | Kirche Mariä Geburt                                           | 26144/4-1048 Info Katalog | weitere Bilder                      |
| Štědrá, vor der Hauptfassade der Kirche (Standort) | Statue des hl. Johannes von Nepomuk | Statue des hl. Johannes von Nepomuk                           | 24482/4-1050 Info Katalog | Statue des hl. Johannes von Nepomuk |
| Štědrá, im östlichen Teil des Orts (Standort)      | Feste Štědrá                        | Feste Štědrý hrádek, archäologische Spuren, auf dem Pohořelec | 19826/4-1053 Info Katalog | BW                                  |

### Brložec (Pürles)
| Lage                  | Objekt                              | Beschreibung                        | ÚSKP-Nr.                 | Bild                                |
| --------------------- | ----------------------------------- | ----------------------------------- | ------------------------ | ----------------------------------- |
| Brložec (Standort)    | Statue des hl. Johannes von Nepomuk | Statue des hl. Johannes von Nepomuk | 19331/4-772 Info Katalog | Statue des hl. Johannes von Nepomuk |
| Brložec (Standort)    | Kirche des hl. Michael              | Kirche des hl. Michael              | 20953/4-771 Info Katalog | weitere Bilder                      |
| Brložec 22 (Standort) | Bauernhaus Nr. 22                   | Bauerngehöft                        | 21785/4-773 Info Katalog | Bauernhaus Nr. 22                   |
| Brložec 28 (Standort) | Bauernhaus Nr. 28                   | Bauerngehöft                        | 32227/4-774 Info Katalog | Bauernhaus Nr. 28                   |

### Lažany Laschin
| Lage                 | Objekt                  | Beschreibung            | ÚSKP-Nr.                 | Bild           |
| -------------------- | ----------------------- | ----------------------- | ------------------------ | -------------- |
| Lažany 28 (Standort) | Bauernhaus Nr. 28       | Bauerngehöft            | 26622/4-934 Info Katalog | BW             |
| Lažany (Standort)    | Kapelle des hl. Florian | Kapelle des hl. Florian | 14692/4-932 Info Katalog | weitere Bilder |

### Prohoř (Prohor)
| Lage                                                   | Objekt           | Beschreibung                                             | ÚSKP-Nr.                  | Bild           |
| ------------------------------------------------------ | ---------------- | -------------------------------------------------------- | ------------------------- | -------------- |
| Prohoř, am Südufer des oberen Schlossteichs (Standort) | Prohořský hrádek | Feste – Wallburg Prohořský hrádek, archäologische Spuren | 20942/4-1015 Info Katalog | weitere Bilder |

### Zbraslav (Praßles)
| Lage                                   | Objekt                         | Beschreibung                   | ÚSKP-Nr.                  | Bild |
| -------------------------------------- | ------------------------------ | ------------------------------ | ------------------------- | ---- |
| Zbraslav, nördlich vom Dorf (Standort) | Skulpturengruppe Kalvarienberg | Skulpturengruppe Kalvarienberg | 45343/4-1139 Info Katalog | BW   |